# キングス教会 (ジブラルタル)
キングス教会（英: King's Chapel）は、イギリスの海外領土であるジブラルタルにあるチャペル。これはメイン・ストリートの南端に位置し、ジブラルタル総督公邸であるザ・カンヴェントに隣接する。現在キングス教会となっている建物は、ジブラルタルでは当初から教会として建てられた最初の教会である。元々はフランシスコ会の修道院の一部として1530年代に建てられたが、1704年にイギリスがジブラルタルを占領して以降、イングランド国教会のものとなった。18世紀後半のジブラルタル包囲戦、および1951年のジブラルタル港における弾薬輸送船の爆発事故では大きな被害を受けたが、いずれも修復された。1844年から1990年の間、ここはジブラルタルのイギリス陸軍の主要な教会とされてきた。その後、ここはイギリス三軍全てによって使われてきている。

## 歴史

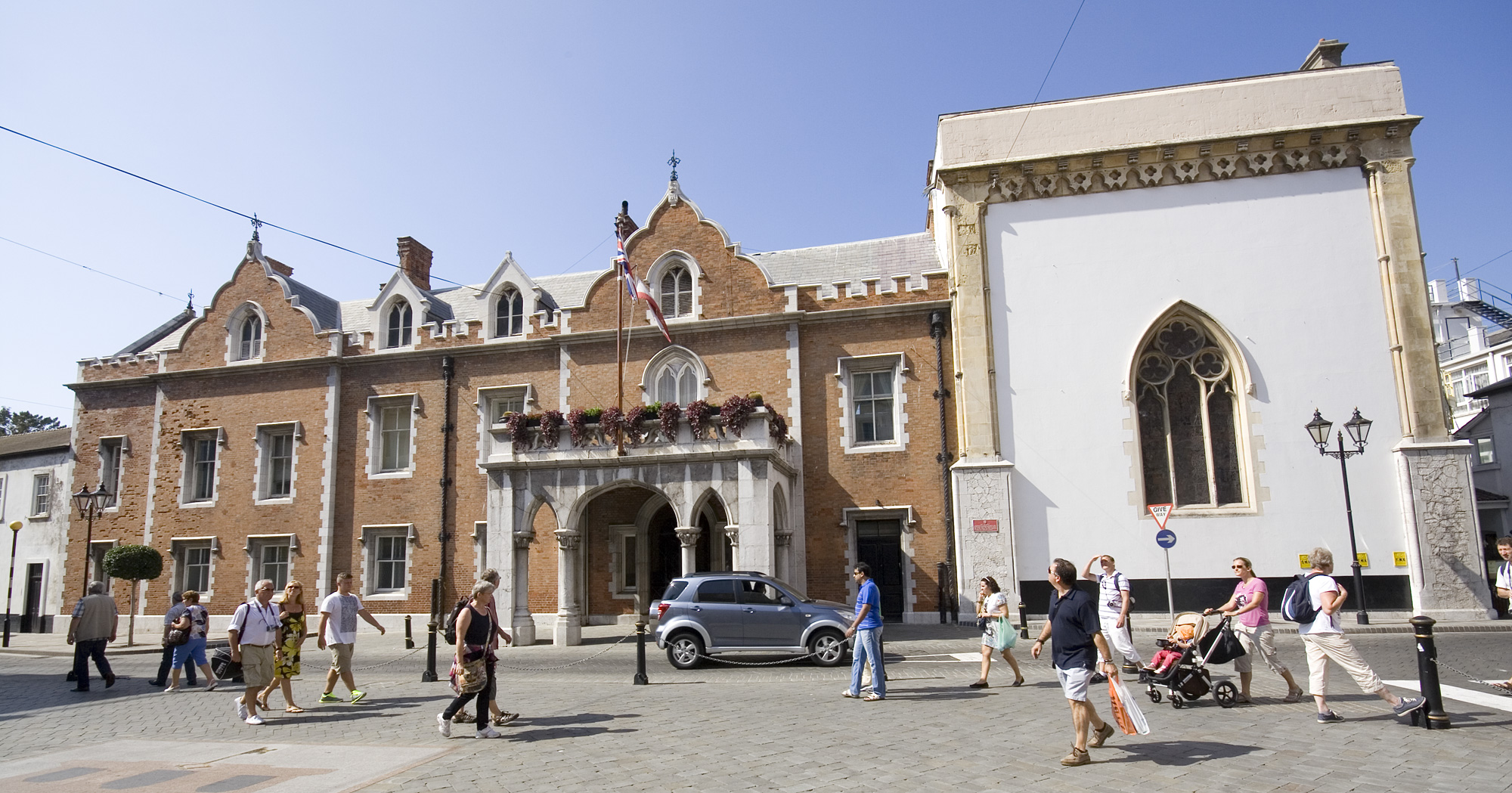
ザ・カンヴェント（左）とキングス教会（右）

1462年にカスティーリャ王国がムーア人からジブラルタルを奪い取ると、フランシスコ会の托鉢修道士たちが町に定着し、僧院と教会を建てた。既に2つの教会（セント・マリー・ザ・クラウンズ教会と聖母マリア教会）が存在はしていたが、それらは元はモスクとして建てられ、スペイン人がキリスト教会に転用したものである。かくして、僧院のすぐ脇に隣接したフランシスコ会の教会は、ジブラルタルで当初から教会として建てられた初の例となった。
1704年、スペイン継承戦争のさなかにイギリス・オランダの連合軍がジブラルタルの占領を行なった。新しく着任したイギリスの総督は、現在ザ・カンヴェントとして知られる僧院を接収し、自らの公邸とした（そして現在も総督公邸として使われている）。フランシスコ会の教会はイングランド国教会の手に渡り、「キングス教会」と名を変えた。フランシス・カーターは1771年に次のように書いている。「ザ・カンヴェントの教会は町で唯一、礼拝用に開かれている。他の教会や礼拝所は、スペイン人への強い反感と新教徒らの不便から、倉庫に転用されている。」洗礼の記録は1769年から、結婚の記録は1771年から、埋葬の記録は1780年から始まっているが、結婚が頻繁に記録されるのは1794年になってからである。
教会はジブラルタル包囲戦（1779年 – 1783年）でひどく損傷した。町の他の煉瓦造りや石造りの建物同様、この教会も兵士や物資を保護するため軍に徴用された。スペイン軍の砲撃は町に広範囲の破壊をもたらした。この教会も被害を免れず、西の端と南の翼廊が敵の砲撃で破壊された。それらは包囲戦が終わると修復されたが、元の形とは異なっている。教会の西の端と南の翼廊は、総督公邸の一部として取り込まれた。前者は総督の舞踏室および音楽室となり、後者は公邸のメインの階段室となった。今日の教会は、元々の教会の東半分のみから成り立っている。短くなった身廊は、現在の端からさらに19メートル先まで伸びていた。砲撃が始まる前、教会はその鐘楼を失っている。スペイン軍の砲撃手から目標とされるのを防ぐため、1779年9月に取り壊された。その様子はある住人の1779年9月19日の日記にこう記されている。「ホワイト・カンヴェントのキューポラは取り壊され、同じく総督の教会のアーチと上部も取り壊された。」教会の鐘は1995年になってようやく返還された。
守備隊の1788年の記録から、その年までには既に教会は再開していたようである。総督とその部下、そして他の市民たちは、毎週日曜日にここで礼拝し、軍楽隊が歌に合わせて演奏を行なった。教会は守備隊の他の兵士たちを収容するには狭すぎたので、彼らは現在ジョン・マッキントッシュ・スクエアとなっている場所で屋外のパレードを行なった。1820年代にはジブラルタルの増え続ける聖公会信者らを収容するには教会はあまりに小さなものとなっていた。1827年にここの守備隊に勤務したアンドルー・ビギロウは、この建物を「ごく普通の集会施設」とした上で、次のように記している。
壁と備品の簡素さは、普段ここに集まってくる信者の少なさと相まって、迷信深いカトリックの人々からすると、新教徒らの信心深さを非常に疑わせるものだ。教会に鐘は無く、市場（ジョン・マッキントッシュ・スクエア）に配置された楽隊が鳴らす太鼓と横笛の音色が、礼拝の時間を知らせるのである。

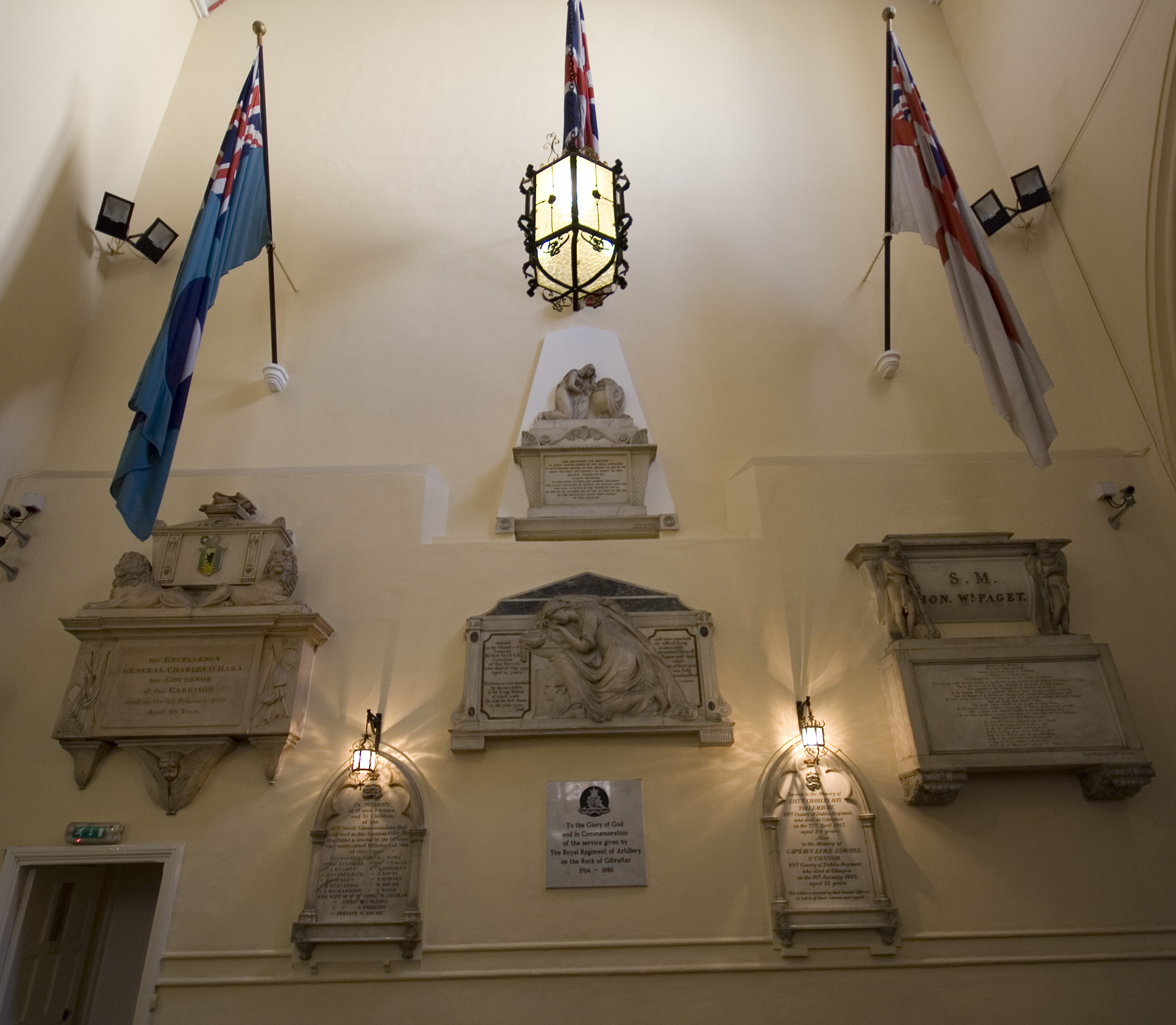
教会内にある軍の記念碑と旗

キングス教会は、一般的な用途では1832年に完成したホーリー・トリニティ教会にとって代わられ、短期間ながら総督専用の礼拝堂となった。1833年にはロンドンからキングス教会を閉鎖する旨の指令が届き、これにはジブラルタルで激しい抗議の声が上がった。しかし信者たちは、日当5シリングの軍隊付き司祭を賄うために聖堂座席料 (pew rent) を支払わなければならないと告げられた。彼らがこれに同意できなかったのは明らかで、教会は指令通りに閉鎖された。
教会は1844年に、王立工兵隊が340ポンド3シリング3ペンスかけて修復して息を吹き返し、ジブラルタル市民の補助的な礼拝場として供された。あまりに多くの軍関係者がホーリー・トリニティ教会を使うようになり、市民を収容する場所が足りなくなったのである。当時の軍事秘書補佐 (Assistant Military Secretary) は1844年3月8日の手紙で当時の状況をこう記している。
総督は着任すると、ザ・カンヴェントの礼拝堂が、打ち捨てられ、薄暗く、寂れており、住人にとって陰鬱で疎ましい存在となっていることに気付いた。主教と副主教は総督に対し、ホーリー・トリニティ教会が軍関係者で溢れかえっているため、入る余地のない一般市民の新教徒らは多大な不便を強いられていると訴えた。それゆえ総督は、本国に許可を求め了解をとりつけた上で礼拝堂を修復し、守備隊の唯一の礼拝所だったホーリー・トリニティ教会の補助として開放した。
キングス教会は、ヴィクトリア女王の治世にクィーンズ教会と改名されたが、女王の死後には元の名に戻され、1952年にエリザベス2世が王位を継いだ時も改名されなかった。1944年に「聖フランシス守備隊教会」 (The Garrison Church of St. Francis) に改名する案が一寸出されたが、採用されることはなかった。
キングス教会は1877年に当時の総督夫人の尽力で修復工事が行なわれ、新しいステンドグラスが取り付けられた。1887年には教会の北西隅にオルガンが取り付けられたが、これには議論があった。司祭らは反対の隅への設置を希望していたのだが、ジョン・エイディ総督に却下された。翌年、屋根に緊急の修理を要することが判明し、工事を進めるため教会の管理責任者を陸軍省に移すことが決まった。
ホーリー・トリニティ教会は1940年9月に爆撃を受けたものの、キングス教会は2度の世界大戦を無傷で生き延びた。しかし1951年4月27日のジブラルタル港における RFA Bedenham の爆発事故でひどく損壊した。この弾薬輸送船は荷下ろし中にガン・ウォーフ（現在のクィーンウェイ・キー・マリーナ）で爆発し破壊された。この事故で13名が犠牲になり、町全体も大きな被害を受けた。キングス教会は、身廊の屋根と全てのステンドグラスが壊れた。

## 修復
教会は修復され、その結果1952年に新しいステンドグラスが取り付けられた。北の翼廊のものはジョージ6世を、東の壁のものは大天使ラファエル、ガブリエル、ウリエル、ミカエルに囲まれ光輪をまとったキリストを描いている。またその下には磔刑図があり、両脇に聖母マリアとジブラルタルの守護聖人である聖バーナードが描かれている。ステンドグラスの他のパネルにはイギリス陸軍の礼拝者たち、フランシスコ会の修道士たち、1704年のジブラルタル占領、聖ジョージ、イギリスの国章、イギリス陸軍の紋章が描かれている。この教会には、イギリス軍関係者を追悼する品々が多くあり、また総督らおよび夫人らの墓と追悼の品々もある。
現在、キングス教会は陸軍・海軍・空軍の三軍が使用している。以前は、陸軍はキングス教会、海軍はホーリー・トリニティ教会、空軍はサン・マイケル教会という具合にジブラルタルの別々の教会を使っていた。この統合は1990年に、民間の聖職者らの助力を得て、三軍の礼拝を取り仕切るべく海軍の司祭がキングス教会に配置されることで完了した。ローマン・カトリックもキングス教会を定期的に礼拝で使用している。ここは日常的に一般に開放されている。